# Knooppunt Oud-Dijk
Der Knooppunt Oud-Dijk ist ein Autobahndreieck in der niederländischen Provinz Gelderland im Norden der Stadt Zevenaar. Es verbindet den Rijksweg 12 (A12: Oberhausen–Arnhem–Utrecht–Den Haag) mit dem Rijksweg 18 (A18: Zevenaar– Doetinchem–Enschede).
Benannt ist das Autobahndreieck nach dem Weiler Oud-Dijk, der etwa einen Kilometer nördlich nahe Didam liegt.

## Geschichte

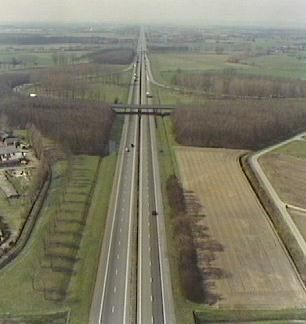
Der Knooppunt Oud-Dijk - Luftaufnahme

Das Autobahndreieck wurde am 27. November 1974 mit der Fertigstellung der A18 zwischen dem Knooppunt Oud-Dijk und Doetinchem für den Verkehr freigegeben. Zuvor war bereits die A12 in dem Bereich zwischen 1961 und 1962 zwischen dem Knooppunt Velperbroek und der deutschen Grenze fertiggestellt worden.
Ursprünglich war eine Verbindung zwischen dem Knooppunt Oud-Dijk und dem Knooppunt Ressen als A15 geplant worden. Da die Strecke als direkte Verbindung zwischen Nijmegen und Enschede dienen sollte, wurde die A18 aus organisatorischen Gründen als Teil des Rijksweg 15 gezählt. Dann könnte der Knooppunt Oud-Dijk zu einem Autobahnkreuz in Turbinenform umgebaut werden. Die derzeitigen Pläne sehen jedoch den Bau eines neuen Autobahndreiecks namens Knooppunt Oudbroeken vor.

## Bauform
Das Autobahndreieck verfügt nur über zwei Verbindungsrampen, die in Form einer unfertigen Trompete angeordnet sind. Die Verbindungsrampen ermöglichen die Verbindung von der A12 aus Richtung Westen auf die A18 Richtung Norden und umgekehrt. Um aus Richtung Doetinchem in Richtung Oberhausen zu gelangen, muss über die dem Autobahnkreuz vorgelagerte Ausfahrt Didam und die N335 sowie die N812 zur Ausfahrt Beek der A12 ausgewichen werden.
Der Knooppunt Oud-Dijk ist mit Ampeln zur Verkehrsflussregulierung ausgestattet. Durch die Nähe von etwa 1200 Metern zur deutschen Grenze und den geringen Grenzverkehr kommen durchschnittlich über 50 % der Fahrzeuge auf der A12 westlich des Autobahndreieck von der A18.